# Lammi, Norrbotten
Lammi är en sjö i Haparanda kommun i Norrbotten och ingår i Sangisälvens huvudavrinningsområde. Sjön har en area på 0,0277 kvadratkilometer och ligger 53,8 meter över havet.

## Delavrinningsområde
Lammi ingår i det delavrinningsområde (734911-184539) som SMHI kallar för Ovan Linkkabäcken. Medelhöjden är 51 meter över havet och ytan är 16,53 kvadratkilometer. Räknas de 37 avrinningsområdena uppströms in blir den ackumulerade arean 539,9 kvadratkilometer. Avrinningsområdets utflöde Sangisälven (Raitajoki) mynnar i havet. Avrinningsområdet består mestadels av skog (68 procent) och sankmarker (15 procent). Avrinningsområdet har 0,03 kvadratkilometer vattenytor vilket ger det en sjöprocent på 0,2 procent.